# ノヴェー・ザームキ
ノヴェー・ザームキ （スロバキア語:Nové Zámky  発音、マジャル語:Érsekújvárエールシェクーイヴァール、ドイツ語:Neuhäus[e]lノイホイゼル、トルコ語:Uyvar、ラテン語:Novum Castrum）は、スロバキア、ニトラ県の都市。

## 地理

### 地勢
ニトラ川のドナウ川低地にある。首都ブラチスラヴァから約100km離れており、ハンガリー国境へは25kmほどである。

### 気候
大陸性気候で、年間平均気温は10℃である。最も暑いのは7月で平均20℃、最も寒いのは1月で平均－2℃になる。年間平均降雨量は556mmである。

### 人口

#### 統計
2001年の調査によると、総人口の69.67％がスロバキア人、27.52％がハンガリー人であった。

## 歴史

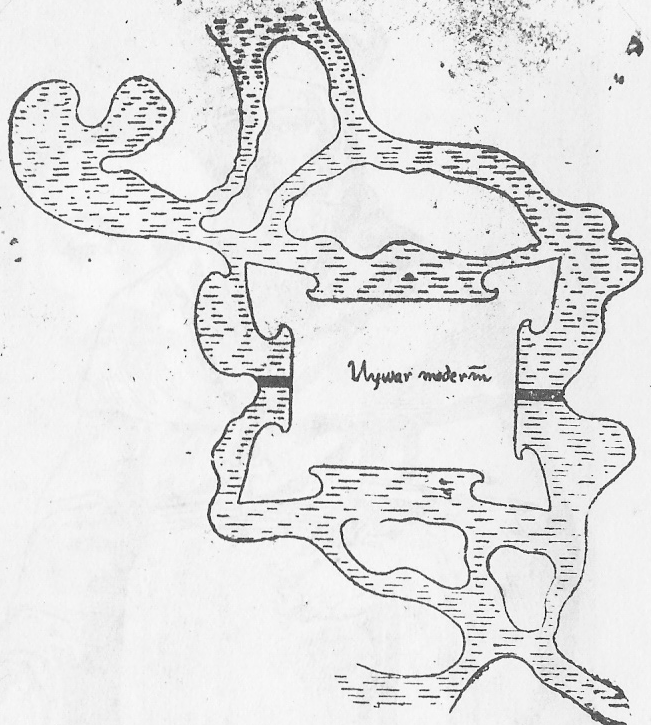
オラーフーイヴァールの小要塞

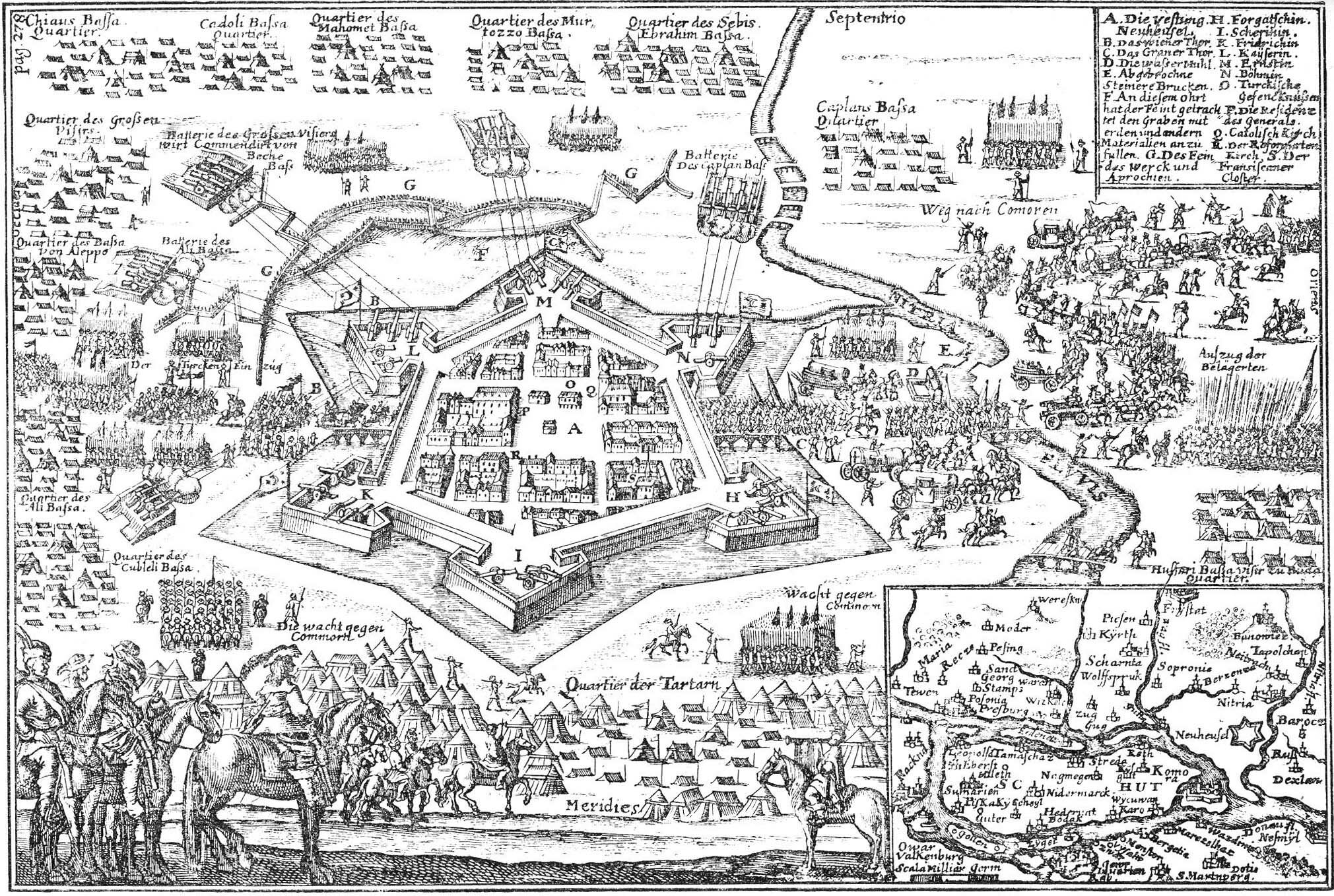
トルコ軍に包囲されるノイホイゼル、1663年

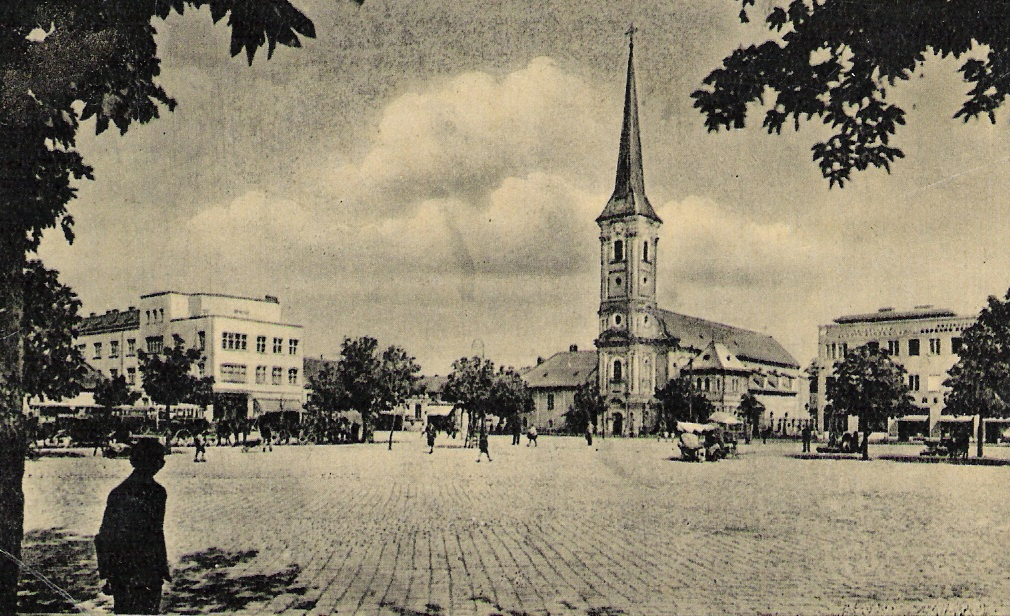
1940年の町並み

9世紀から10世紀にかけ、マジャル族がニトラ川流域へ来襲し、一帯を支配下においた。この時代には定住地はあっても都市はなかった。11世紀から13世紀の間できた小集落は、すべてエステルゴム大司教の領地であった。
モハーチの戦いでハンガリー王国が敗退し、オスマン帝国の脅威を強く感じるようになったエステルゴム大司教は、自らの領地を守るためニトラ川左岸に1545年以降要塞を築いた。要塞はノヴム・カストルムと呼ばれたが、オラーフーイヴァール（Oláhújvár）というマジャル語名の方が広く伝播した。町は要塞の周囲で発展していった。1571年7月、ウィーン当局はニトラ右岸に新たな要塞を建設することにした。1580年に完成した巨大な要塞は当時の欧州で最も現代的なもので、前世紀に軍事の進歩に適応できると考えられた星型要塞の優れた見本であった。
1566年から1595年、1605年から1606年の2度を除いて、トルコ軍は6度のノイホイゼル包囲戦に失敗した。しかし1663年から1664年にかけての墺土戦争（en）で陥落した。ノイホイゼルの征服は、ノイトラ（ニトラ）、レヴェンツ（レヴィツェ）、フライシュタット（フロホヴェツ）といった周辺都市がともに陥落するという恐ろしい結果となった。征服後のノイホイゼルにはオスマン帝国のサンジャク（県）が置かれることとなった。わずか22年間の占領時代ではあったがトルコはノイホイゼル一帯に大きな被害を与えた。彼らは教会を、ミナレットや巨大なモスクへ変えた。カトリック教会にある絵画や聖人像を破壊し、聖遺物を捨てた。
1680年代、ハンガリーに居座るトルコを苦々しく思っていたローマ教皇インノケンティウス11世とドイツ諸侯は、神聖ローマ皇帝レオポルト1世にトルコ追放の圧力をかけた。教皇庁後援のもと神聖同盟が結成され、神聖ローマ帝国、ポーランド・リトアニア共和国、ドイツ諸侯、そしてヴェネツィア共和国が参加、大トルコ戦争が始まった。1685年、ロレーヌ公シャルル5世率いる帝国軍がノイホイゼルを解放した。その6年後、エステルゴム大司教セーチェーニ・ジョルジによって町の特権が授けられた。
しかしトルコからの解放後数年もたたぬうちに、ノイホイゼルは対ハプスブルク反乱であるクルク（en）で反乱派に加わった。1710年、ノイホイゼルは帝国軍による包囲戦で陥落した。1724年から1725年にかけ、皇帝カール6世は要塞使用を廃止させた。これが150年間続いた要塞の最後だった。1822年には要塞を取り巻いていた堀が埋められた。
1918年、チェコスロバキアが誕生し、町の名はハンガリー語名のエールシェクーイヴァールからチェコ語およびスロバキア語名のノヴェー・ザームキとなった。
1938年当時、ノヴェー・ザームキは上ハンガリー地方（hu）諸都市のうち第4位の人口を抱えていた。同年11月8日の第一次ウィーン裁定で、ノヴェー・ザームキはハンガリーへの帰属が決められた。第二次世界大戦中の1944年3月19日、ドイツ軍がハンガリーを征服した。ユダヤ人に対するホロコーストが始まったのは同年の7月だった。19世紀からノヴェー・ザームキのノヴィチ・ザムコチ地区（Nových Zámkoch）には大きなユダヤ人共同体があり、彼らは要塞へ集められた。約4800人いたユダヤ人住民のうち4386人がアウシュヴィッツ強制収容所で殺害された。周囲の村々からもユダヤ人が集められ、彼らはここから各地の収容所へ鉄道で運ばれた。
大戦中のエールシュクーイヴァールは、連合国軍の空爆の標的となった。1944年10月の空爆では駅周辺が広範囲に破壊された。最もひどい空爆は1945年3月14日に行われた。イギリス及びアメリカの爆撃機によりおよそ700発の爆弾が投下されたのである。町の2/3が破壊され、4000人の住民が死に、6000人が住まいを失った。それからわずか2週間後の3月29日、ソビエト連邦の前線部隊がエールシュクーイヴァールに到着した。
戦後、チェコスロバキアに復帰したノヴェー・ザームキには、欧州各地で見られたように移民の波がやってきた。特にスロバキア北部の出身者であった（戦時中、ナチスの共謀者であった者が含まれた）。また1947年から1948年にかけ、スロバキア南部に多く暮らすハンガリー人排斥の動きが高まった。ベネシュ布告が追い討ちをかけ、ハンガリー系住民は強制的にスロバキアから追放された。彼らの中にはボヘミアに向かった者もおり、数年後には許されてノヴェー・ザームキへ戻った。出入移民の流れの中で、町で優勢だったカトリック教徒が減少し、新住民に信者が多かったためプロテスタントが優勢となった。

## 対外関係

### 姉妹都市・提携都市
姉妹都市
- ズノイモ、チェコ共和国
- フォンヨード、ハンガリー

提携都市
- 新城市（日本国 中部地方 愛知県）

## 出身者
- ヘンリエッタ・ナギョワ